# Shao Xunmei
Shao Xunmei (Chinese 邵洵美; Shanghainés: Zau Sinmay; 1906-1968) fue un poeta y editor chino. Fue escritor colaborador de T'ien Hsia Monthly, y también era el dueño de Modern Sketch. Originario de Shanghái. Jonathan Hutt escribió en Monstre Sacré: El decadente mundo de Zau Sinmay que "Para muchos, Shao no solamente fue inspirado por Occidente, sino que formaba parte de Occidente, y su escaso conocimiento de la "escena literaria china" lo distinguió de sus colegas. En algunas ocasiones usó el nombre de Hao Wen (浩 文).

## Vida
Al nacer se le puso el nombre de Shao Yunlong (en chino 邵雲龍, literalmente 'dragón en los cielos'). Nació en 1906 en una rica familia Shanghainesa originaria de la vieja ciudad de Yuyao, en la provincia de Zhejiang. Shao vivió en la parte más rica de Shanghái, Bubbling Well Road. Su abuelo zh fue un funcionario de alto rango que sirvió como gobernador en Taiwán y como diplomático en Rusia. Su padre. Shao Heng (邵 恆) estaba casado con Sheng Xihui (盛 樨 蕙), una hija del magnate Sheng Xuanhuai; Xunmei era el mayor de sus seis hijos.
Shao salía en la prensa del corazón desde su infancia, con varias novias, incluida la actriz White Lotus (白蓮Báilián) y una mujer con el nombre inglés Prudence; Shao estuvo encarcelado después de que un hombre enamorado de Prudence fuera asesinado, hasta que se descubrió que Shao no era culpable y fue liberado.
Shao comenzó una gira por Europa con 17 años en 1923 que duró hasta 1927, viajó a Nápoles, Italia; Cambridge, Inglaterra, y la École des Beaux Arts en París; fue educado en Cambridge y París. Mientras estuvo en Europa, también fueron famosas sus relaciones con mujeres. Terminó y publicó una colección de poemas al final del viaje, en 1927, titulada Paraíso y Mayo. El escritor inglés Algernon Charles Swinburne y el escritor francés Charles Baudelaire le fascinaron. Los títulos de las obras Fuego y Carne (火 與 肉Huǒ yǔ ròu) y Mal como flores (花 一般 的 罪惡Huā yībān de zuì'è) se inspiraron respectivamente en un poema de Swinburne y Las Flores del Mal de Baudelaire. Esta última es una versión actualizada de Paraíso y Mayo.  
En diciembre de 1927 se casó con su prima y amor de la infancia Sheng Peiyu (盛佩玉), una nieta de Sheng Xuanhuai. Hutt describió a Sheng como una "esposa trofeo". También era conocida como "Zoa".
Veinticinco poemas (詩 二 十五 首Shīèr shíwǔ shǒu ), la colección de poesía de Shao que se publicó en 1936, no tuvo mucho éxito. Hutt declaró que la popularidad de Shao estaba disminuyendo en 1936.
En 1937 comenzó una aventura con Emily "Mickey" Hahn; el asunto terminó cuando Hahn dejó de fumar opio. Cuando Hahn escribió artículos para The New Yorker, se refirió a Shao como "Pan Heh-ven", formando la base del libro de 1942 Mr. Pan. Hahn usó a Shao como inspiración para Sun Yuin-loong, un personaje de Steps of the Sun. Después de la invasión japonesa, Hahn no fue internada ya que había declarado que estaba legalmente casada con Shao Xunmei en un documento, y por lo tanto, los japoneses la trataron como, en palabras de Taras Grescoe de The New Yorker, "una asiática honoraria". Hahn declaró que la esposa de Shao aprobó el documento, ya que era un posible método para salvar su prensa y que Shao no se había casado "de acuerdo con la ley extranjera". Según un artículo publicado en Ming Pao, un periódico de Hong Kong, durante la Segunda Guerra Mundial, Shao tenía la costumbre de beber alcohol y apostar, y por lo tanto acumuló muchos gastos; Hahn cubrió los costos vendiendo sus libros. Más tarde, Hahn escribió sobre Shao en sus memorias, China to Me: Una autobiografía parcial, usando su nombre real, escrito como "Sinmay Zau".  
Shao tuvo un hijo, Shao Zucheng, que asistió a escuelas gestionadas por misioneros estadounidenses y se convirtió en profesor de inglés. También tuvo una hija, Shao Xiaohong.
En 1958, Shao Xunmei escribió una carta a un amigo en los Estados Unidos, y como resultado fue encarcelado. Fue puesto en libertad a los tres años, pero su salud había disminuido y no mejoró después. Shao Zucheng declaró: "Cuando salió de la cárcel, estaba tan delgado que parecía un mono ".
Hahn se enteró de que Shao finalmente dejó de usar opio. Después de la muerte de Shao, Hahn desconocía que había muerto. Fue enterrado en el cementerio Gui Yan.

## Legado
Hutt declaró que Shao continuó siendo percibido como "una caricatura" en la década de 1990 a pesar de que su imagen había sido rehabilitada en esa década.
Jicheng Sun y Hal Swindall, autores de "Un Swinburne chino: la vida y el arte de Shao Xunmei", escribieron alrededor de 2015 que pocas personas lo conocían "a excepción de un puñado de estudiosos de la literatura china moderna"; afirmaron que no había muchos artículos académicos sobre Shao, y que los libros de referencia publicados en China "le dan algunas líneas como poeta menor con tendencias decadente".

## Trabajos seleccionados
- Mal como flores (花 一般 的 罪惡Huā yībān de zuì'è ). Jinwu shudian (Shanghai), 1918.
- Paraíso y mayo (colección de poesía), 1927.
- Tiantang yu wuyue (天堂 與 五月). Guanghua shuju (Shanghai), 1927.
- Fuego y carne (火 與 肉Huǒ yǔ ròu ). Jinwu shudian (Shanghai), 1928.
- "Jinwu Tanhua" (金屋 談話; Charla en Maison d'or). Jinwu Yuekan (金屋 月刊; La Maison d'Or Monthly), enero de 1929, Volumen 1, Número 1, p. 157. 
  - Traducido al inglés por el reverendo Moule y Paul Pelliot, dentro de Marco Polo: La descripción del mundo (Routledge and Sons, Londres, 1938).
- Como Hao, Wen: Revisión de The Escaped Cock por DH Lawrence. En: "Shubao Chunqiu" (書報 春秋; Anales de Libros y Periódicos), Xinyue (新月), 1932, 1-4.
- Yigeren de tanhua (一個 人 的 談話; Una conversación unidireccional). Diyi Chubanshe (Shanghai), 1935.
- Veinticinco poemas (詩 二 十五 首Shīèr shíwǔ shǒu ), 1936.

## Otras lecturas
Inglés: 
- Hahn, Emily. Sr. Pan Doubleday (Garden City, Nueva York), 1942.
- Hutt, Jonathan. "La Maison d'Or: el suntuoso mundo de Shao Xunmei ". East Asian History 21, junio de 2001. págs. 111–142.
- Ho Yeon Sung. "Un estudio comparativo de la poesía de Shao Xunmei". Ohio State University, 2003. - del Prof. Kirk Denton

Chino: 
- Li Guangde "Shao Xunmei de shi yu shilun" (La poesía y las críticas poéticas de Shao Xunmei). Huzhou Shizhuan Xuebao, 1985.22.
- Sheng, Peiyu. "Yi Shao Xunmei" (Recordando a Shao Xunmei). Wenjiao Ziliao (Materiales sobre educación literaria), Nanjing Normal College, 1982. No. 5, p. 47-72.
- Sheng, Peiyu. "Wo he Shao Xunmei" (Shao Xunmei y yo). Huzhou Shizhuan Xuebao (Revista académica del Colegio Normal de Huzhoa), 1984. No. 5, p.   47-72.
- Su, Xuelin (蘇雪林). "Tuijiadang pai de Shao Xunmei" (颓 加 荡 派 的 邵 洵 美 "Shao Xunmei de la escuela decadente). Er-sanshi niandai zuojia yu zuopin (二 三十年代 作家 與 作品; Autores y obras de los años veinte y treinta). Guangdong chunbanshe (Taipéi), 1980. p. 148-155.
- Wen, Xing (文 星). "Tuifeishiren Shao Xunmei" (頹廢 詩人 邵 洵 美). Ming Pao (Hong Kong). 5 de abril de 1974.
- Zhang, Kebiao. "Haishang Caizi Gao Chuban-Ji Shao Xunmei" (Un talento de Shanghái involucrado en publicar-recordar a Shao Xunmei). Shanghai Wenshi (Literatura e Historia de Shanghái), 1989. No. 2, p. 4-10.
- "邵 洵 美 一个 被 严重 低估 的 文化人 ". zh . 2012-12-21.

- Datos: Q15913391
- Multimedia: Sinmay Zau / Q15913391